# 1732
1732 (MDCCXXXII) je bilo prestopno leto, ki se je po gregorijanskem koledarju začelo na torek, po 11 dni počasnejšem julijanskem koledarju pa na soboto.

## Dogodki
- 1. januar

## Rojstva
- 24. januar - Pierre Beaumarchais, francoski komediograf († 1799)
- 14. februar - Gregor Schoettl, slovenski filozof, fizik († 1777)
- 31. marec - Joseph Haydn, avstrijski skladatelj († 1809)
- 5. oktober - sir Nevil Maskelyne, angleški duhovnik, astronom († 1811)

## Smrti
- september - Arthur Collier, angleški filozof (* 1680)
- - Hajaši Hoko, japonski konfucijanski filozof (* 1644)